# Dictadura de Primo de Rivera

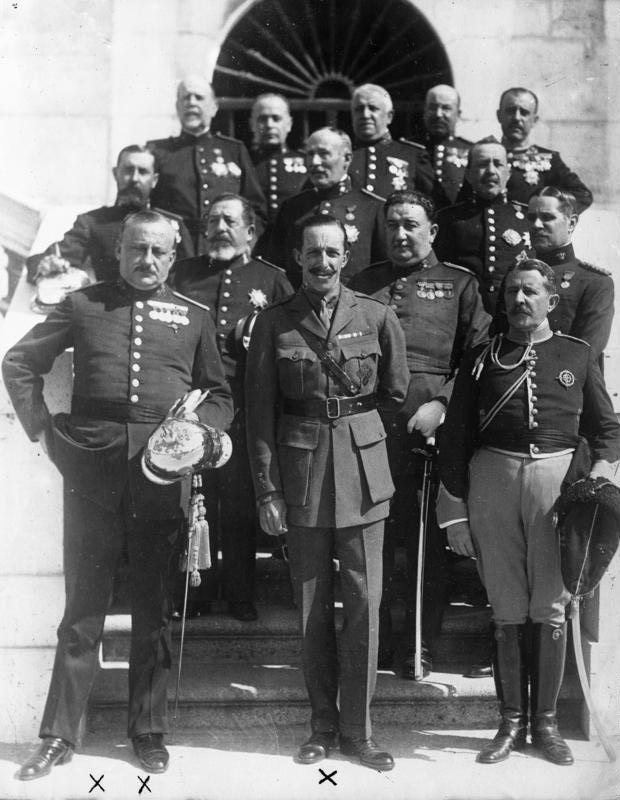
El rei Alfons XIII, el dictador Primo de Rivera i el Directori militar l'any 1923.

La dictadura de Primo de Rivera fou el règim polític autoritari que s'instaurà a Espanya entre el 13 de setembre del 1923 i el 28 de gener del 1930 sota la direcció del general Miguel Primo de Rivera y Orbaneja i l'acceptació per part del rei Alfons XIII.

## Causes
Enmig d'una situació social amb tensions revolucionàries (creixement del proletariat industrial i la concentració urbana, creació del Partido Comunista de España el 1921, nombrosos episodis d'enfrontaments entre patrons i obrers, etc.), una crisi econòmica des del 1919 degut a la contracció dels mercats europeus durant la Primera Guerra Mundial, i la commoció de la societat que provoquen els fracassos de la política colonial espanyola al Marroc (desastre d'Annual el 1921), es produeix el Cop d'Estat del general Primo de Rivera, Capità General de Catalunya, que provocà la dimissió del Govern de Manuel García Prieto.
L'alternativa autoritària per resoldre els problemes de l'estat comptà amb el suport de la Monarquia d'Alfons XIII, el suport evident de l'exèrcit, de la burgesia, dels terratinents i de l'església catòlica.
El règim nasqué amb la pretensió de constituir-se en un sistema de govern estable, amb fonaments constitucionals propis, influït per les maneres del feixisme italià, tot i no identificar-s'hi.

## La dictadura

### Acció de govern: supressió dels partits polítics i guerra colonial
En una primera etapa (1923-1926) establí un Directori militar (integrat per 9 generals i 1 contralmirall) que, en el terreny social, restablí l'ordre públic basant-se en una forta repressió del moviment obrer i la prohibició dels drets públics, els partits polítics i les organitzacions sindicals.
En l'àmbit polític, es creà la Unión Patriótica, mena de partit únic que pretenia fonamentar el règim. Las Corporaciones, organitzacions de caràcter estrictament laboral, pretenien substituir els partits polítics a la manera del feixisme italià. Finalment, es creà un sistema d'administració central, provincial i municipal més coordinat que el precedent.
En l'àmbit colonial, el 1925 dona un cop d'efecte amb el desembarcament a la badia d'Alhucemas, a la Regió del Rif marroquí, que acaba amb la derrota del líder rebel Abd el-Krim el 1926 i la fi de la Guerra del Marroc.
Després de la substitució del Directori militar per un Consell civil el 1926, es crea una Assemblea Nacional Consultiva que el 1929 prepara endebades un Anteproyecto de Constitución de la Monarquía Española, que fracassa per la caiguda de la Dictadura el 1930.
Seguint la línia dels "nous dictadors", el règim va trencar el marc polític parlamentari de la Restauració, però en certa manera va ser tolerat per les forces de l'esquerra i el sindicalisme moderat.

### Repressió del catalanisme

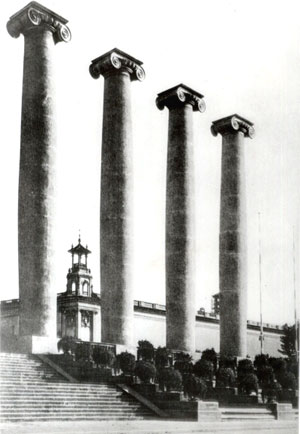
Les Quatre Columnes, a Montjuïc (Barcelona). L'any 1928 Primo va fer enderrocar les Quatre Columnes de Montjuïc (Barcelona), de Puig i Cadafalch, aixecades l'any 1919, destinades a convertir-se en un dels símbols del catalanisme, per tal que aquest no tingués el ressò que li podia donar l'Exposició Internacional de 1929.

A Catalunya va ser inicialment aplaudit pels sectors de l'alta burgesia conservadora, que van donar la benvinguda a Primo com a salvaguarda davant les forces radicals de l'anarquisme. En un primer moment es va permetre que la Mancomunitat continués existint, però la dictadura va treballar a fons contra el catalanisme republicà, cada cop més radicalitzat i en alça, prohibint partits, associacions i institucions autòctones. Finalment, la Mancomunitat de Catalunya va ser definitivament suprimida l'any 1924 i es va prohibir l'ús de la llengua i la bandera catalanes en l'administració i en la vida pública.
Catalunya es va convertir aviat en un dels focus més actius i unànimes d'oposició a la dictadura, ambient que va afavorir el creixement de la força i popularitat del catalanisme republicà que va tenir en Estat Català (1922) i en el seu líder Francesc Macià, el lluitador més compromès. Per contra, el catalanisme moderat i socialment conservador de la Lliga Regionalista va quedar molt desprestigiat per la seva posició ambigua respecte a la dictadura i la monarquia.

### Cap a la fi: un règim sense suports socials ni institucionals

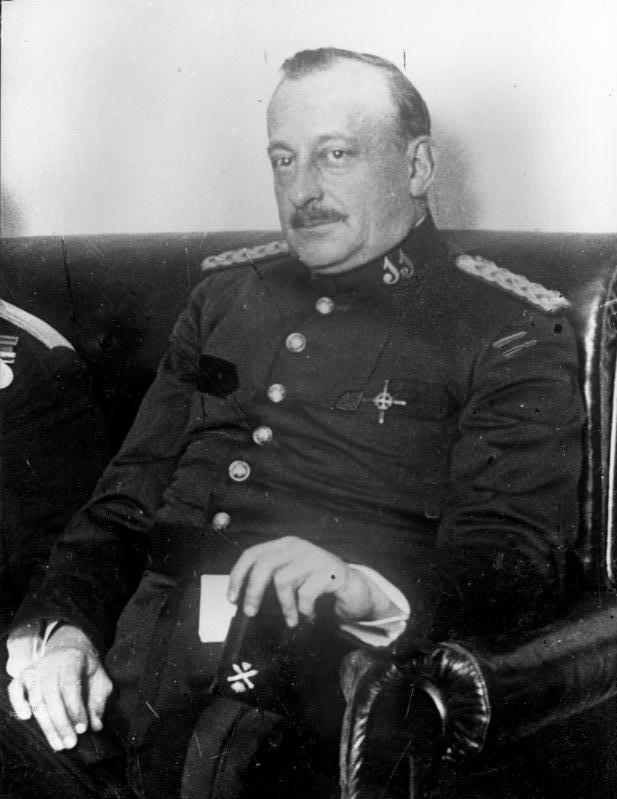
Primo de Rivera el 1930

La intervenció estatal en l'economia, encara que limitada, va afavorir l'aparició dels primers monopolis espanyols, va impulsar les grans obres públiques i va beneficiar les finances, que van donar lloc a figures com Juan March. Això no obstant, el règim de Primo no tenia suports institucionals ni socials; era una construcció amb peus de fang que depenia de la bonança econòmica i la pau social.
Quan l'impuls econòmic va començar a esgotar-se, víctima de les seves pròpies contradiccions, va quedar patent que el dictador estava pràcticament sol al poder. A partir del 1926 el règim va entrar en decadència i les forces d'oposició es van reactivar fins a arribar, l'agost del 1930, a formar un front únic, el pacte de Sant Sebastià, que agrupava republicans, nacionalistes catalans, bascos i gallecs, socialistes i fins i tot anarquistes.

## Ladictablanda
Alarmat, Alfons XIII va forçar la dimissió de Primo de Rivera (gener del 1930) però la dictablanda del general Berenguer, nom amb el qual era conegut popularment el seu govern en contraposició a la dictadura de Primo, no va aconseguir la reconciliació política amb l'oposició.
Finalment, les eleccions municipals, el 12 d'abril de 1931, van suposar una derrota indiscutible de l'opció monàrquica. Davant la tessitura d'imposar-se mitjançant una repressió a ultrança o l'abdicació, el rei va optar per aquesta última opció i el 14 d'abril de l'any 1931 es va proclamar la Segona República espanyola.